# صموئيل كيرك
صموئيل كيرك (بالإنجليزية: Samuel Kirk)‏ هو عالم نفس أمريكي، ولد في 1 سبتمبر 1904 في رغبي في الولايات المتحدة، وتوفي في 21 يوليو 1996.